# Wojciech Garus
Wojciech Garus ps. „Mały” (ur. 2 stycznia 1928 w Strzemieszycach, niedaleko Dąbrowy Górniczej) – Harcerz Orli, porucznik WP, bojownik Szarych Szeregów, dywersant z czasów II wojny światowej, przewodniczący Górnośląskiego Stowarzyszenia Szarych Szeregów

## Życiorys

### Życie przed wojną
Syn Mariana i matki z domu Nowacka. Pochodzi z rodziny kolejarskiej. Do wybuchu wojny ukończył 6 klas Szkoły Powszechnej nr. 1 w Strzemieszycach. Z powodu problemów rodzinnych okresowo mieszkał w Grodnie. gdzie wychował się w kontakcie ze środowiskiem żydowskim. Z harcerstwem zetknął się już w pierwszej klasie szkoły podstawowej (jako zuch), następnie wstąpił do 7 ZDH (Zagłębiowska Drużyna Harcerska) w Strzemieszycach. W 1939 roku otrzymał krzyż harcerski.

### Życie podczas okupacji
Od momentu rozpoczęcia działań wojennych brał udział w harcerskim pogotowiu wojennym, w ramach którego zajmował się działalnością zwiadowczą i wyszukiwaniem dywersantów „V kolumny” na terenie Zagłębia, którzy szerzyli panikę wśród uciekającej ludności polskiej. Już w pierwszych miesiącach okupacji działa w konspiracyjnych Grupach Harcerskich, uczęszcza na tajne komplety i msze za ojczyznę. W 1941 udało mu się uniknąć wywózki na przymusowe roboty w III Rzeszy – został kupiony za 50 marek przez nowego, niemieckiego właściciela odlewni w Ostrowach, gdzie pracował aż do końca wojny. Został przeszkolony w zakresie obróbki stali, zdobył umiejętności tokarza i rusznikarza.
W lipcu 1943 roku złożył przysięgę i oficjalnie wstąpił do Szarych Szeregów (wcześniej informacje o konspiracyjnym ZHP nie docierały do Zagłębia). Został członkiem, a następnie szefem harcerskiej „piątki”, która zajmowała się zwiadem i dywersją głównie na linii kolejowej Strzemieszyce – Olkusz (dostęp ułatwiony był dzięki zatrudnieniu na kolei ojców członków). Do najważniejszych działań „piątki” należały:
- Nasłuch wiadomości z Londynu (odbiornikiem zrobionym własnoręcznie przez Garusa).
- Informowanie dowództwa o ruchach okolicznych wojsk niemieckich (głównie artylerii przeciwlotniczej).
- Informowanie dowództwa o transportach wojskowych na front wschodni.
- Uszkadzanie zwrotnic kolejowych (doprowadziło to do poważnej katastrofy kolejowej na moście w Strzemieszycach).
- Uszkadzanie osi wagonów kolejowych (poprzez wsypywanie do maźnic koruntu wyniesionego z odlewni).
- Okradanie transportów żywności jadących na front wschodni.
- Okradanie wagonów poczty polowej z paczek i listów.
- Dywersja psychologiczna: wysyłanie listów do rodzin żołnierzy niemieckich opisujące tragiczne warunki na froncie, wysyłanie do żołnierzy listów mówiących o bombardowaniach i złej sytuacji w ich rodzinnych miastach.
- Działania podobne do akcji „małego sabotażu” – rozprowadzanie ulotek mających osłabić niemieckie morale itp.

„Piątka” dzięki znajomościom rodzinnym ściśle współpracowała z oddziałami partyzanckimi "Hardego". Dostarczano im informacje, przekazywano zdobyczną broń i naprawiano uszkodzoną.

### Życie po wojnie
Po zakończeniu działań wojennych dzięki tajnym kompletom mógł szybko ukończyć liceum i rozpocząć pięcioletnią naukę w Państwowej Szkole Górniczo-Hutniczej im. Stanisława Staszica w Dąbrowie Górniczej, którą ukończył w 1950 r. Następnie rozpoczął pracę w Rafinerii nafty w Czechowicach i Trzebini. Był kolejno: pracownikiem fabryki maszyn górniczych „Niwka” w Sosnowcu, studentem wydziału Energomechanicznego Politechniki Śląskiej, pracownikiem biur projektowych (min. Wojewódzkiego biura projektów w Katowicach). W 1968 r. trafił do „Mikrohuty” w Strzemieszycach, następnie, w 1972 r. został członkiem grupy rozruchowej Huty Katowice, gdzie pracował aż do emerytury w 1998 roku.

## Stowarzyszenie Szarych Szeregów
Wstąpił do Stowarzyszenia Szarych Szeregów wkrótce po jego utworzeniu jako członek zwyczajny. Od 2007 roku pełni funkcję przewodniczącego górnośląskiego oddziału organizacji.

## Odznaczenia
- Krzyż harcerski – 1939
- Krzyż Kawalerski Orderu Odrodzenia Polski – 1985 (Za całokształt pracy zawodowej)[2]
- Krzyż Partyzancki – 1998[3]
- Srebrny Krzyż "Za Zasługi dla ZHP" z Rozetą z Mieczami – 1999[4]
- Krzyż Niezłomnych - 1999[5]
- Medal „PRO MEMORIA” – 2005[6]